# 桓公 (秦)
桓公（かんこう）は、秦の第12代公。共公の子。

## 生涯
共公5年（前604年）春、共公が薨去したため、子の栄が立って秦公となる。
桓公3年（前601年）6月、晋が白狄とともに秦を攻撃してきた。このとき晋が秦の間者を捕えて都の絳（こう）で処刑したところ、6日後に蘇生したという。
桓公10年（前594年）、楚の荘王は鄭を従え、北の晋軍を黄河のほとりで破った。この時、楚は覇者となり、諸侯を会する盟主となった。
桓公15年（前589年）11月、魯・楚・秦・宋・陳・衛・鄭・斉・曹・邾・薛・鄫の12カ国が蜀の地（現在の四川省）で会合し、秦からは右大夫の説がこれに出席した。
桓公22年（前582年）11月、秦は白狄とともに晋を攻撃した。
桓公24年（前580年）冬、晋の厲公が立ち、桓公と黄河をはさんで互いに盟を結んだが、帰国するなり桓公はこれを反古にした。
桓公26年（前578年）5月、晋が諸侯を率いて秦を攻撃し、秦は敗走した。
桓公27年（前577年）冬、薨去し、子の景公が立って秦公となった。

## 参考資料
- 『春秋左氏伝』（宣公八年、成公二年、九年、十三年、十四年）
- 『史記』（秦本紀第五）